# Ригби, Джеральд
Джеральд Ригби (англ. Gerard Rigby) — фигурист из Великобритании, бронзовый призёр чемпионата мира 1956 года, серебряный призёр чемпионата Европы 1957 года в танцах на льду.
Выступал в паре с Барбарой Томпсон.

## Спортивные достижения
| Соревнования/Сезоны | 1956 | 1957 | 1958 |
| ------------------- | ---- | ---- | ---- |
| Чемпионаты мира     | 3    | 5    | 5    |
| Чемпионаты Европы   | 3    | 2    | 3    |